# Estación Pehuajó (Sarmiento)
Pehuajó es una estación ferroviaria de la ciudad homónima, Provincia de Buenos Aires, Argentina.
La estación corresponde al Ferrocarril Domingo Faustino Sarmiento de la red ferroviaria argentina.

## Servicios
Sus vías están concesionadas por la empresa de cargas Ferroexpreso Pampeano. El 8 de junio de 2020, la empresa Trenes Argentinos envió un tren de prueba a esta estación. En agosto de 2021, se iniciaron obras de desmalezamiento y adecuación en la zona, para la vuelta del servicio de pasajeros.
Se anunció la vuelta del servicio a Pehuajó para inicios de 2022, tras realizarse obras en la estación. Finalmente se reanudó en agosto de 2022.
En octubre de 2024 se anunció la suspensión del servicio en el mes de noviembre, quedando solo un servicio semanal culminando su recorrido en Estación Bragado

## Ubicación
Se encuentra ubicada a 363 km de la estación Once, en el centro de la ciudad, sobre la intersección de la avenida Labardén con la calle Alfonsín.

## Historia
La llegada del tren a la ciudad tuvo lugar el 29 de septiembre de 1889. La estación en sus comienzos se conformaba por 2 casillas de madera. Luego el 2 de febrero de 1911 se inaugura el edificio actual, el depósito de locomotoras y la mayoría de las viviendas para el personal.
Hoy en día en su edificio también funciona el Museo Regional Rafael Hernández.